# Elimination Chamber 2012
Elimination Chamber 2012 was een pay-per-viewevenement in het professioneel worstelen dat geproduceerd werd door de WWE. Dit evenement was de 3de editie van Elimination Chamber en vond plaats in de Bradley Center in Milwaukee op 19 februari 2012.

## Achtergrond
In de Raw-aflevering van 30 januari 2012 maakte de Interim General Manager John Laurinaitis de deelnemers bekend voor de Raw-Elimination Chamber match voor het WWE Championship tegen de kampioen CM Punk. De deelnemers waren Dolph Ziggler, Chris Jericho, The Miz, R-Truth en Kofi Kingston.
In de SmackDown-opnames van 31 januari 2012, dat uitgezonden werd op 3 februari 2012, kondigde SmackDown General Manager Theodore Long de SmackDown-Elimination Chamber match aan voor het World Heavyweight Championship tegen de kampioen Daniel Bryan. De tegenstanders waren Wade Barrett, Randy Orton, Cody Rhodes, Big Show en The Great Khali, die Mark Henry verving. Henry werd op diezelfde avond geschorst door Long.
Op 13 februari 2012 maakte de WWE via hun website bekend dat Randy Orton, na de Raw-aflevering, een hersenschudding constateerde. Een dag later, tijdens de SmackDown-opnames werd Orton vervangen van Santino Marella, die de battle royal won.

## Matchen
| Nr.                                                                          | Match | Winnaar(s)       |
| ---------------------------------------------------------------------------- | --- | ---------------- |
| 1                                                                            | CM Punk (c) vs. Dolph Ziggler vs. Chris Jericho vs. The Miz vs. R-Truth vs. Kofi Kingston in een Elimination Chamber match voor het WWE Championship                            | CM Punk (c)      |
| 2                                                                            | Beth Phoenix (c) vs. Tamina Snuka in een een-op-eenmatch voor het Divas Championship                                                                                            | Beth Phoenix (c) |
| 3                                                                            | Daniel Bryan (c) vs. Wade Barrett vs. Santino Marella vs. Cody Rhodes vs. Big Show vs. The Great Khali in een Elimination Chamber match voor het World Heavyweight Championship | Daniel Bryan (c) |
| 4                                                                            | Jack Swagger (c) (met Vickie Guerrero) vs. Justin Gabriel (met Hornswoggle) in een een-op-eenmatch voor het United States Championship                                          | Jack Swagger (c) |
| 5                                                                            | John Cena vs. Kane in een Ambulance match | John Cena        |
| (c) huidige kampioen voor en na de match \| (nc) nieuwe kampioen na de match | |                  |